# Querelle (film)
Pour les articles homonymes, voir Querelle.
Pour plus de détails, voir Fiche technique et Distribution.
Querelle, film germano-français, est un drame posthume de Rainer Werner Fassbinder adapté du roman Querelle de Brest de Jean Genet. Ce film a été présenté à la Mostra de Venise en 1982.
C'est le dernier film de Fassbinder, qui meurt avant la fin du montage.

## Synopsis
Ce film relate l’histoire d’un jeune marin à la sexualité en mutation, Querelle, qui débarque à Brest. Beau et viril, il attire son supérieur le lieutenant Seblon. Il fréquente la Feria, un bar à prostituées mené par madame Lysiane qui est la maîtresse de Robert, le frère de Querelle. Querelle veut coucher avec Lysiane et sait qu'il doit d'abord se soumettre au hasard et jouer aux dés avec Nono, le mari de Lysiane : s’il perd, il doit se laisser sodomiser par Nono, c’est le prix à payer pour coucher avec sa femme, Lysiane. Querelle perd volontairement aux dés. Il se donne aussi à un policier, et fréquente un jeune assassin, Gil. Querelle a lui aussi tué auparavant son complice dans un trafic d’opium.

## Fiche technique
- Titre original : Querelle
- Titre allemand : Querelle - Ein Pakt mit dem Teufel
- Réalisation :	Rainer Werner Fassbinder
- Scénario : Rainer Werner Fassbinder, Burkhard Driest et Kurt Raab d’après le roman de Jean Genet, Querelle de Brest (1947[Note 1])
- Dialogues allemands :	Thomas Keck
- Musique : Peer Raben
- Photographie : Xaver Schwarzenberger
- Cadrages : Josef Vavra, Susanne Philipp
- Son : Vladimie Vizner et Wolfgang Geier, Heidrun Schmandt, Ernst Simoneit, Olaf Knispel, Ingo Klein
- Assistants-réalisation : Harry Baer, Karin Viesel, Michael McLernon
- Montage : Rainer Werner Fassbinder, Juliane Lorenz
- Assistants-montage : Galip Iyitanir, Stefan Beckers
- Direction artistique : Rolf Zehetbauer
- Décors : Walter E. Richarz
- Peintre : Friedrich Thaler
- Éclairages : Ekkehard Heinrich, Eckard Knuth, Wolfgang Kluge, Siegmar Brüggenthies, Wolfgang Geier
- Costumes : Barbara Baum, Monika Jacobs, Eva Fleischmann, Kurt Schönwälder
- Maquillages : Gerhard Nemetz, Ingrid Massmann-Körner
- Photographe de plateau : Roger Fritz
- Producteurs : Dieter Schidor, Sam Waynberg
- Coproducteurs : Michael Fengler, Daniel Toscan du Plantier
- Producteurs délégués : Jürgen von Kornatzki, Michael McLernon, Dieter Kaiser
- Directeurs de production : Rüdiger Lange, Sybille Fanelsa, Christian Zertz
- Sociétés de production : Planet-Film GmbH et Albatros Filmproduktion (Allemagne), Gaumont (France)
- Sociétés de distribution : Gaumont (vente à l'étranger)[1], Carlotta Films (France)[2]
- Pays de production :  Allemagne de l'Ouest,  France
- Langue originale : anglais
- Format : couleur (Fujicolor) — 35 mm — 2.35:1 (Technovision) — son Dolby Stéréo
- Genre : drame, expérimental
- Durée : 107 minutes
- Dates de sortie : 
  - Allemagne de l'Ouest : 26 août 1982
  - France : 8 septembre 1982
- Classification et visa CNC : mention « interdit aux - de 16 ans », visa d'exploitation no 55564

## Distribution

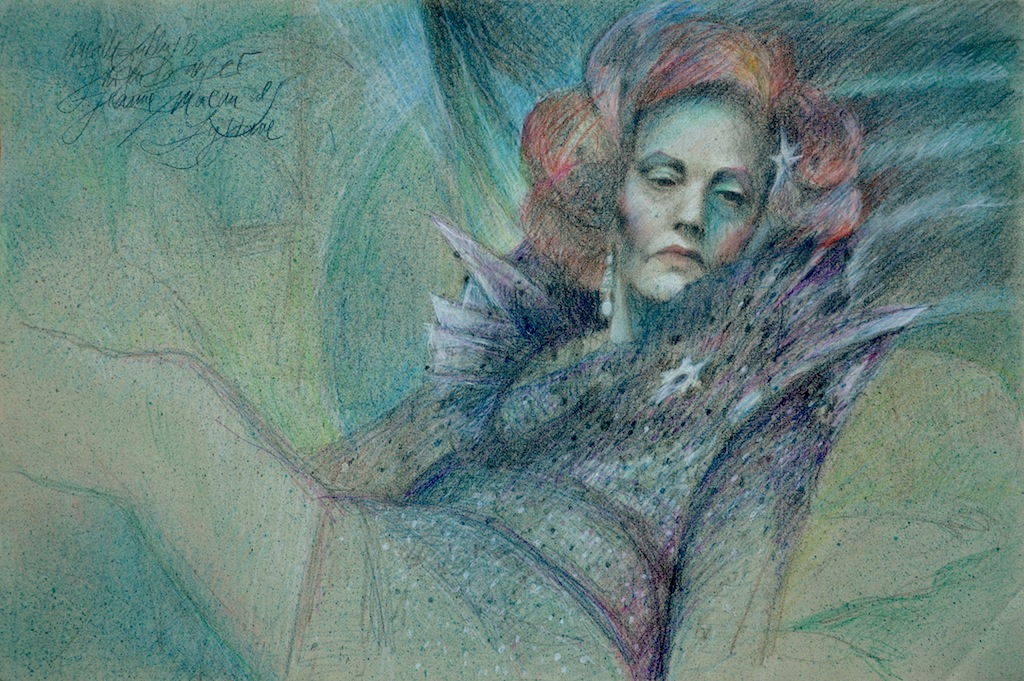
Jeanne Moreau dans le rôle de Madame Lysiane, peinte par Jürgen Draeger.

- Brad Davis (VF : Hervé Bellon) : Querelle
- Franco Nero (VF : Jean-François Poron) : le lieutenant Seblon
- Jeanne Moreau : Lysiane
- Günther Kaufmann : Nono, mari de Lysiane
- Hanno Pöschl (VF : Sady Rebbot / Julien Thomast) :   Robert / Gil
- Laurent Malet : Roger Bataille
- Burkhard Driest (VF : Serge Sauvion) : Mario
- Roger Fritz : Marcellin
- Dieter Schidor : Vic Rivette
- Natja Brunckhorst : Paulette
- Karl-Heinz von Hassel : Arbeiter
- Robert van Ackeren : le légionnaire saoul
- Neil Bell : Théo
- Werner Asam : un ouvrier
- Axel Bauer[3],[4],[5] : un ouvrier
- Isolde Barth : une fille
- Vitus Zeplichal : un ouvrier
- Frank Ripploh : un légionnaire ivre

## Production

### Tournage
- Début des prises de vue : 1er mars 1982[6].
- Intérieurs : CCC-Atelier, Berlin-Spandau (Allemagne)[6]. Le film est entièrement tourné en studio. Marcel Carné déclare à ce sujet[7] : « Cette atmosphère baroque peut ne pas plaire. Moi-même, je n'en ai pas été enthousiaste. C'est parce que j'ai parfois songé à porter Querelle de Brest à l'écran et, comme je l'aurais fait d'une toute autre manière, je ne peux pas juger, juger est un bien grand mot, je ne peux pas dire que je ne suis pas tout à fait d'accord sur les décors théâtraux, les personnages habillés d'une manière absolument insensée, invraisemblable. Car, compte tenu de cette déformation d'opéra qu'a voulue Fassbinder, c'est un film qui vous laisse une impression d'audace, de sûreté, de sûreté d'exécution. C'est un film qui marquera. Je pense que ce qu'il y a de plus intéressant dans les films, c'est quand on sent un homme derrière qui tient tout en mains. [...] Mais il est certain que dans un studio on obtient une intensité dramatique, une unité, qui n'est pas toujours le fait des décors naturels. »

### Chansons originales du film
Éditions musicales Claude Pascal :
- Each Man Kills the Thing He Loves, paroles d’Oscar Wilde et musique de Peer Raben/David Ambach, interprétée par Jeanne Moreau.
- Men Are At Peace, paroles d’Oscar Wilde et musique de Peer Raben/David Ambach, interprétée par Jeanne Moreau.
- Young and Joyful Bandit, paroles de Jeanne Moreau et musique de Peer Raben/David Ambach, interprétée par Günther Kaufmann.

### Affiche
L'affiche originale du film montrait l'acteur principal, Brad Davis, appuyé sur une colonne en forme de phallus. Interdite, l'image du phallus fut remplacée par celle d'un simple mur en pierre. Depuis cette affaire, les affichistes sont tenus de présenter une diapositive à la Commission de contrôle. Le film est ressorti, en copie neuve, sur les écrans français, en novembre 2009 avec cette affiche phallique.
Une autre affiche du film fut conçue sur demande de Fassbinder par Andy Warhol,.

## Distinctions
Le dernier film de Fassbinder ne reçoit aucun prix, il est uniquement présenté en sélection officielle en compétition à la Mostra de Venise 1982. Marcel Carné, qui était président du jury, et, à l'issue d'une polémique qu'il déplore, déclare : « Étant président du Jury, j'aimerais exprimer ma déception de ne pas avoir pu convaincre mes collègues de distinguer Querelle de R.W. Fassbinder parmi les concourants. En fait, je me suis retrouvé seul à défendre le film. Néanmoins, je continue de penser que, bien que controversé, le dernier film de Fassbinder, que le vouliez ou pas, que vous l'aimiez ou que le vous le détestiez, trouvera un jour sa place dans l'histoire de cinéma. »,.
En 1984, les Razzie Awards nomment les chansons et la musique du film dans les « Pires chansons et BO originales », mais c'est le film Lady Revanche de Peter Sasdy qui est « récompensé ».

### Nominations
- Mostra de Venise 1982 : sélection officielle en compétition.
- Razzie Awards 1984 (4e cérémonie) :
  - Each Man Kills the Thing He Loves, paroles d'Oscar Wilde et musique de Peer Raben, nommée pour le prix de la « Pire chanson originale »
  - Young and Joyful Bandit, paroles de Jeanne Moreau et musique de Peer Raben, nommée pour le prix de la « Pire chanson originale »
  - Peer Raben nommé pour le prix de la « Pire BO »